# ایهور مارتیننکو
ایهور مارتیننکو (انگلیسی: Ihor Martynenko؛ زادهٔ ۲۴ اوت ۱۹۷۰) ورزشکار روئینگ اهل اوکراین است. وی همچنین از قایقرانان روئینگ بازی‌های المپیک تابستانی ۱۹۹۶ بوده است.